# Bela Pratapgarh
Bela Pratapgarh (ook wel kortweg Bela of Pratapgarh genoemd) is een stad en gemeente in de Indiase staat Uttar Pradesh. Het is de hoofdstad van het district Pratapgarh en ligt aan de rivier de Sai.
Bela Pratapgarh wordt dikwijls verward met de nabijgelegen plaats Pratapgarh.

## Demografie
Volgens de Indiase volkstelling van 2001 wonen er 71.835 mensen in Bela Pratapgarh, waarvan 53% mannelijk en 47% vrouwelijk is. De plaats heeft een alfabetiseringsgraad van 73%.